# Minarchisme
Cet article possède un paronyme, voir Monarchisme.
 (avril 2014).

Étendard du minarchisme.

Le minarchisme est une idéologie politique qui préconise un « État minimal », dont la légitimité est enserrée par des limites strictes. Il est issu d'un clivage au sein du libertarianisme anglo-saxon entre opposants et partisans de l'anarcho-capitalisme. Il sert à décrire les opposants à ce courant de pensée.

## Origine du mot
Le terme est un néologisme tiré de l'anglais minarchism inventé par Samuel Edward Konkin III en 1980 pour distinguer les partisans de Robert Nozick favorables à l'existence d'un État des anarcho-capitalistes partisans de Murray Rothbard au sein des mouvements libertariens américains et canadiens.

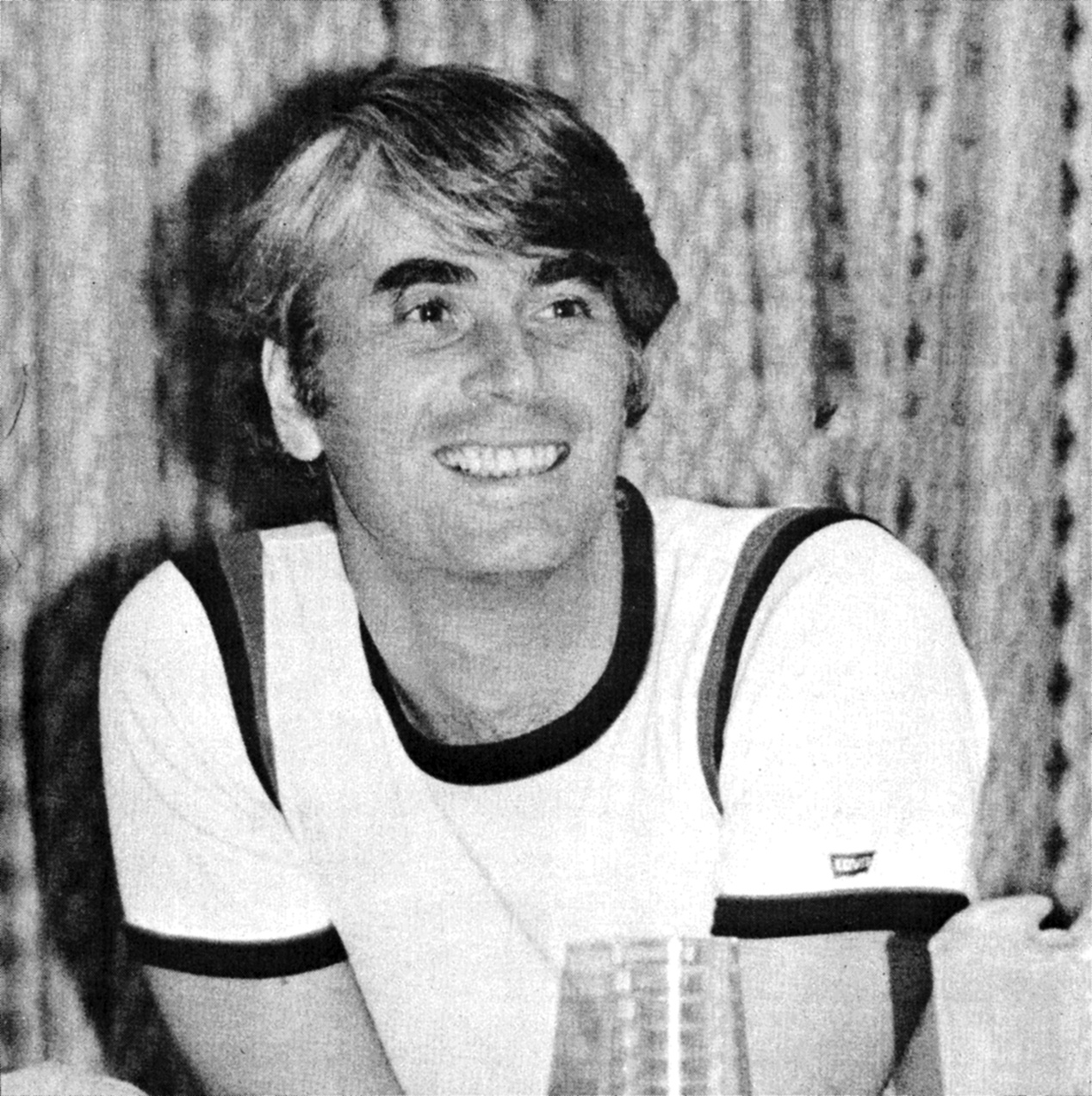
Robert Nozick

Il est à noter que le terme libertarien est également un néologisme tiré de l'anglais libertarian popularisé par l'auteur Dean Russel, collègue de Léonard Read en 1955 dans un essai intitulé Who is a libertarian?. L'objectif de Dean Russel était de distinguer les partisans de la liberté, des droits individuels et de l'économie de marché traditionnellement appelés liberals en anglais des nouveaux liberals favorables à un degré élevé d'interventionnisme étatique. En effet, le Parti libéral britannique fondé par William Gladstone en 1859, partisan des thèses de David Ricardo a muté vers la fin du XIXème siècle en devenant plus interventionniste notamment sous l'influence de David Lloyd George. C'est ce qu'on appela à l'époque New Liberalism. Aux États-Unis, le parti Démocrate, dont les partisans sont qualifiés de liberals, a subi une évolution similaire. Le terme libertarian provient donc d'une réaction au glissement sémantique du mot liberal en anglais. Ce glissement sémantique n'ayant pas eu lieu en français, il est préférable de parler de « libéraux » plutôt que de « libertariens » qui est un anglicisme qui n'a d'utilité en français que pour parler des partisans du Parti libertarien américain ou d'autres pays anglo-saxons.
Dès les années 1970, un clivage s'est formé au sein des libéraux (ou libertariens) américains à la suite de la publication des travaux de Murray Rothbard qui s'est distingué de ses pairs et notamment de Ludwig von Mises en prônant l'abolition pure et simple de l'État au profit d'un système de protection des individus mettant en concurrence des agences de sécurité privées. La même idée était déjà défendue par l'auteur belge Gustave de Molinari dans son ouvrage De la Production de Sécurité (1849).
Dans Anarchie, État et Utopie (1974) le philosophe américain Robert Nozick réfuta formellement l'applicabilité de l'anarcho-capitalisme ce qui amplifia le clivage déjà existant au sein du Parti libertarien. Dès lors, le terme « minarchiste » fut créé par Samuel Edward Konkin III en 1980 par opposition au terme « anarchiste » pour décrire ceux qui ne se reconnaissaient pas dans les idées anarchistes de Murray Rothbard, parmi les militants du Parti libertarien américain.
De ce fait, le terme « minarchisme » n'a de sens que dans le contexte des partis dits « libertariens » regroupant les deux courants de pensée. Néanmoins, l'idée selon laquelle l'anarchisme ferait partie du courant de pensée libéral est contestable. En effet, le désaccord entre les deux courants n'est pas un détail mais un point fondamental. L'existence ou non d'un État est une question majeure qui justifie une séparation nette entre les deux courants de pensée. Par ailleurs, la plupart des auteurs se réclamant du libéralisme sont fermement opposés à l'anarchisme. C'est notamment le cas de Ludwig von Mises et de Frédéric Bastiat. Selon cette perspective, « minarchisme » et « libéralisme » peuvent être considérés comme synonymes.

## La vision minarchiste
Les minarchistes se méfient fortement de l'extension des prérogatives de l'État. En effet, selon eux, les activités étatiques sont caractérisées par :
- la force (sinon la violence) : l'État étant caractérisé comme ayant le « monopole de la violence légitime » (Max Weber), ses prérogatives légitimes doivent être limitées aux seuls domaines où la force/violence est justifiée : les « fonctions régaliennes » de l'État (c'est-à-dire : le maintien de l'ordre, la justice, la défense du territoire). On rejoint la notion classique d'État-gendarme dans son acception la plus stricte ;
- l'irresponsabilité : selon l'économiste libéral Frédéric Bastiat, « L'État, c'est la grande fiction à travers laquelle tout le monde s'efforce de vivre aux dépens de tout le monde » ;
- une prolifération dangereuse : dans La Route de la servitude, le juriste, économiste et philosophe libéral Friedrich Hayek, qui recevra le « Prix Nobel » d'économie, dénonce l’empiétement croissant des structures étatiques sur les libertés individuelles qui aboutit à la consécration d'un régime paralysant et inefficace : l'État-providence.

En cela, ils rejoignent les anarcho-capitalistes. Néanmoins, ils se distinguent de ces derniers en reconnaissant la nécessité de l'existence d'un État ne serait-ce que pour assurer les fonctions régaliennes.

## L'État minarchiste
Les minarchistes soutiennent qu'un État est inévitable, estimant que l'anarchie est vaine, se détachant donc de l'anarcho-capitalisme. Robert Nozick, qui a publié l'idée d'un État minimal dans Anarchie, État et Utopie, a affirmé qu'un État veilleur de nuit fournit un cadre qui permet à tout système politique de respecter les droits individuels fondamentaux. Il démontre que l'anarcho-capitalisme fondé sur l'idée que plusieurs « agences de sécurité » indépendantes et rivales pourraient se concurrencer pacifiquement sur un même territoire est impossible en raison de la nature même de ces agences qui auraient intérêt à éliminer leurs rivales et à établir un monopole sur un territoire donné. Dès lors, toute tentative de mise en place d'un tel système aboutirait nécessairement à des luttes violentes et à l'émergence d'un ou plusieurs nouveaux États dont la qualité des institutions serait incertaine. De ce fait, Nozick rejette l'anarcho-capitalisme et justifie ainsi moralement l'existence d'un État.
Cependant, Nozick est favorable à un État limité ou « veilleur de nuit ». L'expression « État veilleur de nuit » (Nachtwächterstaat), utilisée pour la première fois par le socialiste allemand Ferdinand Lassale en 1862, est souvent usitée dans les pays anglo-saxons (night-watchman state) en lieu et place du terme « minarchisme ».
Le minarchisme :
- appelle à une limitation des prérogatives de l'État et de la dépense publique ;
- appelle à l'établissement de contre-pouvoirs dans les institutions étatiques afin d'éviter les abus de pouvoir ;
- considère que l'État doit assurer les fonctions régaliennes (armée, police, justice, diplomatie, etc.)
- considère que l'État doit intervenir dans l'économie uniquement lorsqu'il est plus efficace que le marché. Il y a des désaccords entre minarchistes en ce qui constitue une prérogative étatique justifiée ou non. En général, les minarchistes s'appuient sur les théories des défaillances de marché pour justifier ou non l'intervention de l'État dans l'économie.
- s'oppose à l'étatisme défini comme un haut degré d'interventionnisme étatique dans la vie économique et sociale ;
- s'oppose à l'État providence et à la redistribution étatique des richesses. Les minarchistes considèrent que cette redistribution est à la fois liberticide et économiquement inefficace car décourageant l'activité économique.
- s'oppose à l'anarcho-capitalisme qui refuse toute légitimité à l'État.

## Auteurs volontiers cités
Ces auteurs ne se sont pas définis comme minarchistes (ils ont existé bien avant que ce mouvement ne voie le jour), mais les minarchistes les citent fréquemment :
- L'économiste libéral Frédéric Bastiat : « Il ne faut attendre de l'État que deux choses : liberté, sécurité, et bien voir que l'on ne saurait, au risque de les perdre toutes deux, en demander une troisième » ;
- Benjamin Franklin : « Ceux qui peuvent renoncer à la liberté essentielle pour obtenir un peu de sécurité temporaire ne méritent ni la liberté, ni la sécurité ».